# Palaeoproteus
Palaeoproteus — викопний рід саламандр вимерлої родини Batrachosauroididae, що існував з палеоцену до кінця міоцену в Європі.

## Історія відкриття
Palaeoproteus був вперше описаний Вольфом Герре в 1935 році на основі численних добре збережених скам'янілостей, знайдених в Гейзельтальській долині на південному сході Німеччини. Відкладення датувалися середнім еоценом. З цих решток описано вид Palaeoproteus klatti. У 1967 році був описаний старший вид Palaeoproteus gallicus з верхнього палеоцену Франції. У 2020 році був описаний значно пізніший вид Palaeoproteus miocenicus (верхній міоцен), що знайдений в Австрії та Україні.
Спочатку Palaeoproteus вважався предковою формою протея, але подальші дослідження наблизили цей рід до родини Batrachosauroididae , включаючи деякі форми кайнозойських амфібій із сильними водними здібностями. У цьому випадку подібність між Палеопротеєм і нинішнім протеєм була б наслідком явища еволюційної конвергенції.

## Опис
Ця тварина мала довжину близько 20 см і зовнішність, дуже схожу на сучасного протея (Proteus anguinus). Тіло було подовжене, череп малий і тонкий, а ноги дуже короткі. Хребці були амфіцельними (тобто оснащеними порожнистими суглобами як у передній, так і в задній частині тіла хребця). Кістки верхньої щелепи були добре розвинені, передщелепні кістки подовжені, наявний опістоз. З піднебінної поверхні лемеші були короткими і забезпечені зубцями. Парасфеноїдна кістка мала дуже велику пластинчасту форму. На небі не було отвору. Були присутні чотири окостенілі зяброві дуги, яка вказує, що це була багатозяброва форма, як і сучасний протей.